# Археологија
Археологија (од грчких речи αρχαίος = стар, (у савременом грчком и прастар) и λόγος = наука, реч, мисао) је наука која изучава материјалне остатке, тј. све уочљиве трагове људских делатности ради упознавања њихове садржине у одређеном времену и простору, као и њиховог значења у одређеном социјалном, економском и историјском окружењу. Иако је уобичајено да се њено проучавање везује за „старине“, тј. за давну прошлост, њоме је обухваћено време од најстаријих материјалних остатака, па све до данашњих дана.
По свом садржају и циљевима археологија је друштвено-историјска научна дисциплина. По научним изворима и методи рада археологија је истовремено и егзактна наука, што значи да се базира на материјалним остацима (покретним и непокретним) потпомажући се притом, ако их има, писаним изворима ради што бољег тестирања хипотезâ. Њен основни и трајни циљ таквог начина рада јесте упознавање човека као интелигентног члана људског друштва, ствараоца и творца континуиране културне еволуције.
Археологија поседује одређене методе у изучавању прошлости људи. Поред тога ослања се и на цео низ других, помоћних научних дисциплина као што су: геологија, палеонтологија, антропологија, етнологија, античка историографија, хемија и др. На археологију се може гледати и као на друштвену науку и хуманистичку науку. Ово зависи од парадигме која се посматра.
Резултати и плодови археолошких истраживања постижу свој циљ ако постану приступачни, видљиви и разумљиви не само стручњацима, него и свима онима чију пажњу привлачи археологија као изразито социјална и антрополошка наука.

## Археологија и друштвене науке
Археологија, која се у новије доба све више везује уз антропологију а не историју како је то било уобичајено у претходном раздобљу и то нарочито у Европи, проучава људска друштва и објекте које су она оставила за собом. То нарочито долази до изражаја током проучавања праисторије о којој су готово увек једина сведочанства њени материјални остаци (нпр. оруђа од камена, кости и метала, керамика, остаци архитектуре, итд.). Поред праисторије археологија се бави и проучавањем историјских периода, то јест периода у којима постоје писани извори, и она у том случају углавном има улогу помоћне историјске науке. Иако су неки од њених спектакуларнијих открића главни знак препознавања археологије, такви су налази сразмерно ретки и најчешће недовољно документовани тако да они врло често немају велику вредност са становишта научне археологије. Модерна археологија се заснива на тимском раду и детаљном документовању и анализи свих налаза (укључујући ту и информације о природној средини, људске остатке, архитектуру, артефакте, биофакте, итд.) и њихових асоцијација у циљу што прецизнијег реконструисања људских култура и уопште људског живота у прошлости.

## Успон археологије
Кирнијак из Анконе (14. век) се сматра оцем за археологију.
Шездесетих година 19. века наука је довела у питање датум стварања света које је, према бискупу Ашеру, падало у 4004. годину п. н. е. Сазнање о геолошким временским распонима, удружено с Дравиновом теоријом еволуције, донело је свест о спорости и постепености развоја људских друштава и артефаката. Праисторија је са све већом поузданошћу дељена даље на фазе, а артефакти подвргавани детаљнијој класификацији. Тако је у првој половини 20. века на основу годова, варва и анализа полена утврђивана релативна и апсолутна хронологија праисторијског раздобља.
После Другог светског рата створила се јака веза између археологије и природних наука. Вилард Либи открио радиокарбонски метод датовања. Јавила се могућност да се одреди старост без прибегавања међусобних културних поређења. Култура се анализира као систем који се може раставити на више подсистема: технолошки, друштвени, идеолошки .

## Археолошки локалитет
Локалитет је место људске активности коју можемо сагледати у концентрацији артефаката и одбачених сировина. У мобилним заједницама разликујемо станишта на отвореном и пећинска станишта. Ако је могуће дефинисати кратке фазе окупације на локалитету, треба гледати на распоред артефаката и костију унутар и око непокретних структура (нпр. огњиште), да би се уочило постојање устаљених шема.
Овим се бави део археологије који се назива етноархеологија.
Проучавање локалитета не може открити више од једног аспекта друштвеног понашања. За ширу интерпретацију неопходно је узети у обзир целокупну територију на којој је група функционисала. Територија годишњег домета (хоме ранге), укључује територију на коју је заједница настањивала и на којој се кретала током једног временског периода (једне године). Та територија обухвата станишта (кампове који могу бити: сезонски, транзитни, оставе и сл).
Сви налази са једног локалитета требало би да се посматрају у оквиру шире културне целине (културне групе или комплекса), како би била сагледана људска активност тога поднебља.

## Рекогносцирање терена
Данас је теренско истраживање у археологији обично део свеобухватнијег истраживања неког подручја. Један од првих великих теренских пројеката у централној Италији покренут је средином 20. века када је расподела обрадиве земље ситним сељацима условила нагло интензивирање пољопривреде.
Раније су значајни локалитети рекогносцирани и ископавани зато што се полазило од тога да њихови планови, објекти и натписи одсликавају политичку и економску структуру подручја. Данас је вероватније да ће истраживање подразумевати свеобухватну анализу на регионалном нивоу у настојању да се осветли шира економска, пољопривредна и друштвена целина у оквиру које су функционисали појединачни локалитети.
Истраживање терена може бити обилазак терена и бележење, затим из ваздуха као и подводно, које се не разликује много од на копну. Ослања се на рониоце и визуелно снимање делова морског дна. Фотографисање, бележење и рекогносцирање налазишта под водом попут потонулих бродова или разбацаног бродског товара почива на истим основним принципима као рад на копну али је наравно тежи и тражи више времена.
На археолошко налазиште могу да упуте и топоними, имена насеља, који често указују на неку делатност у прошлости. Имена као што су Градац, Црквина или Гробљиште указују на могућност постојања археолошких споменика у том крају.
Други традиционални метод је прикупљање података из литературе, археолози примењују и поступке који укључују употребу метода и инструмената из других струка.
Први, најстарији и најједноставнији метод за рекогносцирање терена је обилазак који подразумева уочавање мањих колебања у својствима терена и ако је то могуће уочавање артефаката на површини. Изабрано подручје покрива се мрежом што омогућава систематично испитивање. Сваки налаз мора се убележити према координатама основне мреже.
Допринос теренском раду и документовању даје снимање из ваздуха. Снимак из ваздуха може при повољним условима регистровати земљом затрпане остатке на које указују промене у боји површинског слоја тла или вегетација.
Када није могуће уз помоћ снимања из ваздуха утврдити положај налазишта на располагању је известан број направа за геофизичко истраживање.

## Археологија и природне науке
Иако је рођена у окриљу хуманистичких наука археологија је у тесној вези са природним наукама, што је неопходно и обострано корисно. Карактер овог односа се у протеклих 150 година драстично мењао у складу са променама методологије и циљева које је археологија постављала.
Археометрија је област која се бави израчунавањем, односно користи технике и методе првенствено физике и хемије, да би дошла до одређених резултата попут хемијског састава материјала пронађеног на локалитету и сл.
Експериментална археологија ова област користећи експерименталне методе долази до резултата и закључака (првенствено у рекогносцирању).
Насеобинска археологија је грана археологије којом се обједињују проучавања насеља и некропола, односно сложених активности популационих група и индивидуа у оквиру насеља.
Ћилибар, фосилизована смола, чији су основни састојци суцинитска киселина и ћилибарско уље, је одличан пример спреге природних наука и археологије.
Анализе ћилибара, првенствено инфрацрвена спектрографија, показују како физичко хемијске методе могу да утичу на археолошки модел и управо је захваљујући овим анализама ћилибар постао показатељ културних преображаја и праисторијске трговине.
Иако су геологија, педологија и археологија три различите научне дисциплине, допуњују се и узајамно користе добијене резултате. Археологија и геологија имају своју хронологију, геолошка хронологија почиње архаиком, а завршава се квартаром, млађи део квартара - холоцен, обухвата подеоке археолошке хронологије. Педологија се служи и геолошком и археолошком временском хронологијом.
Пре почетка радова врши се рекогносцирање терена. Геолог описује положај и старост слојева, као и њихову повезаност. По завршетку се детерминише петролошко-минералошки материјал који је нађен приликом ископавања у културним слојевима, да би се преко налаза утврдио радијус кретања некадашњих становника.
На основу педолошких истраживања земљишта, по којим се на пример утврђује каква је била вегетација, карактеристике и тип земљишта, у сарадњи са археологијом може се открити да ли је у прошлости на том локалитету човек само боравио или се и бавио земљорадњом, тј. да ли је био ратар, номад или ловац.
Палоботаника (понекад и археоботаника) је научна област археологије и ботанике која се бави проучавањем макро и микробиљних остатака са археолошких локалитета. Палеоботаника као интердисциплинарна грана ботанике тесно сарађује са археологијом. Одређивање и интерпретација налаза биљних остатака дају увид у прилике, животне и прехрамбене навике и економске односе у одређеној епохи. Најчешћи налази су остаци хране, семе, дрво, текстил (у угљенисаном стању) и полен и дрво у анаеробном медију.
Палинологија, прегледом поленских анализа, доказала је да има велики значај приликом утврђивања природног окружења праисторијских заједница, односа између човека и природе, односно активности праисторијских људи. Палинологија се развија у оквиру палеоботанике са циљем да допринесе потпунијем сагледавању еволуције биљног света.
- Узимање узорка полена за анализу
- Полен кроз микроскоп

Тафономска анализа остатака фауне са археолошких локалитета, кроз реконструкцију различитих етапа током формирања слојева (биоценеза, некроценеза, липтоценеза, тафоценеза) даје податке о вези човека и животиња у прошлости.
Антропологија је блиско повезана са археологијом. Значај антрополошких истраживања огледа се у могућности одређивања пола, старости, скелетне грађе, реконструисање висине, детерминација типолошке структуре скелетног материјала откривеног на археолошком локалитету. Занимљиво је да је могуће реконструисати лице древног човека, на основу изгледа лобање.

## Датовање
Датирање има кључни значај за уношење реда у археолошки материјал. Развој метода датирања, било да су у питању „традиционалне“ или егзактно научне, сведочи о сналажљивости и околишним путевима закључивања који решавање археолошког проблема чине врло фасцинантним задатком.

### Методе датовања
Метода радиоактивног угљеника-14 (C-14) примењује се од средине 20. века, како у археологији, тако и у другим наукама, то јест од када је Вилард Ф. Либи објаснио да се полураспад угљеника-14 (C-14), који стално настаје у атмосфери из атома азота, а после се полураспадом од око 5.730 година враћа у атоме азота, може користити да се одреди старост остатака органске материје у археолошким налазима. За ово откриће је добио и Нобелову награду за хемију.
Овакво датовање засновано је на распадању радиоактивних атома угљеника-14 (C-14), који су били уграђених метаболизмом у животињско и биљно ткиво, насупрот стабилности два преостала угљеникова изотопа C-12 и C-13. Њихов однос је углавном сталан (на један атом угљеника са масом 14 долази {\displaystyle 10^{10}} атома са масом 13 и {\displaystyle 10^{12}} атома са масом 12. Језгро угљеника-14 (C-14) је нестабилно и распада се према експоненцијалном закону радиоактивног распада, са временом полураспада од 5.730 година. Живи организам прехраном стално надокнађује распале атоме угљеника-14 (C-14), али после смрти то престаје и количина угљеника-14 (C-14) се смањује током времена. Мерењем преостале количине угљеника-14 (C-14),у односу на угљеник-12 (C-12) у узорку органског порекла може се одредити време које је протекло од смрти, то јест може се утврдити старост узорка.
Поред тога, полураспада калијума-40 у аргон-40 износи 1.250.000 година, а калијум се налази у многим вулканским стенама и то су истраживачи прошлости живота и Земље искористили за одређивање приближне старости налазишта старијих од 100.000 година.
Датовање термолуминисценцијом користи се од 1953. Термолуминисценција је емисија светлости која се јавља када загревамо материју која не проводи електричну енергију. Порекло ове појаве лежи у јонизујућој радијацији, којој је материјал био изложен током боравка у земљи. Елементи као што су уранијум, торијум, калијум и рубидијум, током свог радиоактивног распада емитују нуклеарне радијације. Када оне продру у минерал губе енергију, а један од резултата је и јонизација, односно електрони се одвајају од њихових матичних атома. Већина се одмах рекомбинује, а неки се задржавају у „замкама“ (неправилностима кристалне решетке), све док се поново не загреју до одређене температуре. За археолошко датовање ова температура је 300-500 °. На археолошким локалитетима наилази се на материјал који је горео, попу керамике, огњишта и сл. Током времена из околине у коју је предмет био укопан прикупља се нови број електрона (пошто су ослобођени из замке током горења) пропорцијално времену током кога је материјал био потхрањен у земљи. Уколико се овај материјал поново изложи загревању, доћи ће до емитовања фотона. Ова емисија је природна термолуминисценција. Старост се утврђује односом природне термолуминисценције и индуковане дозе.
Дендрохронологија је метода датовања, базирана на радовима астронома Ендруа Дагласа, једна од првих метода апсолутног датовања, откривена у првим деценијама XX века. Полазећи од тога да годови на дрвету представљају својеврсни календар доказано је и да ширина попречних годова на дрвету зависи од тога каква је климатски била година када је дрво добило тај год. Комбинација годова је јединствена за неколико година и у истим климатским условима је потпуно идентична за свако поједино дрво који је живело у исто време.
Компаративно-историјски метод датовања је утврђивање старости поређењем са писаним изворима. Културе које нису оставиле писане трагове о себи доводиле су се у непосредну или посредну везу са културама Блиског истока и Египта, где се према писаним изворима установила прецизна временска скала.

## Когнитивна археологија
Когнитивна археологија подразумева проучавање начина размишљања у прошлости на основу материјалних остатака и углавном се сматра модерном археологијом.
Писани извори и уметност су вредан извор информација, али углавном су проучавани у домену историчара уметности и историчара.
За праисторијски период где су писани извори у потпуности одсутни, раније генерације археолога из су тежиле стварању пандана у историји. Претпостављало се шта су древни људи веровали и мислили.
Данас се покушава истражити како су праисторијски људи реаговали на концепте кроз своје култне обреде.

## Начини сахрањивања и некрополе
Чин сахране подразумева поштовање или осећање везано за мртву индивидуу, а можда и свест о посмртном животу. Декоративни објекти могу дочарати изглед појединца, по лепоти или по престижу.
Неандерталац је прво људско биће које је своје мртве с пијететом сахрањивало. На неколико места у Француској и Италији покојник је заштићен ломљеним каменом, облуцима или каменим плочама. У Регурдуу (Француска) покојник је положен на велику гомилу камена, које је саграђена камена конструкција за скелет медведа. Та и нешто једноставније конструкције у пећини Монте Чирчео (Италија) антиципирају целокупну каснију фунералну архитектуру.
Начин сахрањивања, изглед гроба и надгробног обележја одређени су сепуларним кодексом заједнице који је заснован на религијским представама, заштитним магијским поступцима, типу емоционалне реакције на сам чин смрти. Мисао о гробу као станишту прати се од најстаријих култура.
Постоји неколико начина сахрањивања која су практикована од праисторијских заједница:
- инхумација
- инфламација
- експликација и декарнација
- акватичко сахрањивање
- мумифицирање
- секундарно и парцијално сахрањивање
- антропофагија

Једна од најважнијих карактеристика једне културе је облик сахрањивања, тако да чак поједина раздобља носе назив према начину како су припадници култура тога доба сахрањивани, као што су Култура поља са урнама или Култура тумула.
У истој културној групи могу се јавити поред доминантног и други начини сахрањивања, што може бити резултат утицаја других етничких заједница, као и различитих религијских група унутар исте
Такође и гробови и гробна обележја носе печат разних култура и религија али се може уочити да је задржана основна функција и порука:
- указивање намене
- идентификација верских, етичких, религијских атрибута
- спречавање девастације гроба

Према начину настанака можемо их поделити у пет група:
- задесни
- импровизовани
- масовни
- кенотафоси
- гробови са утаљеним сепукралним обликом

## Археологија и религије
Религија се може схватити као понашање или владање које указује у веровање и жељу да се угоди божанској владајућој моћи, али и као друштвена институција.
Шеме понашања могу бити одговор на религиозна веровања и могу бити прожета кроз свакодневни живот, тако да је археолошки тешко разликовати.
Религиозни ритуали укључују извођење чинова обожавања према божанству или узвишеном бићу. Ово садржи најмање четири различите компоненте:
- Привлачење пажње, које захтева употребу светих места (храмова), осветљења, звук и мириса који осигуравају усмерење пажње на ритуалне чинове. Свето место је често обележено светим симболима који се понављају. Све ово могу бити археолошки индикатори ритуала.
- Гранична зона између два света, укључује различите активности попут ритуалног прања (у смислу прочишћавања). Ритуали су се одигравали на отвореном или у храмовима, у обредима што се одражава и на архитектуру храма.
- Присуство божанства је неопходно за успешан и ефективан ритуал. У већини друштава оно је симболизовано материјалним обликом или сликом. Ритуални симболи могу бити иконографски обожавана божанства. Ритуални симболи често се уочавају у погребном ритуалу.
- Активно учествовање укључује покрете, јело, пиће и сл. У неким културама подразумева поклоне и жртвовање.